# Miro Cerar
Miro Cerar (conegut també com a Miroslav Cerar Jr.) nascut el 25 d'agost de 1963 a Ljubljana, és un advocat i polític eslovè, actual Primer Ministre d'Eslovènia des del 18 de setembre de 2014.
Cerar és fill de Miroslav Cerar, doble medallista olímpic en gimnàstica i advocat eslovè, i de Zdenka Cerar, exministra de Justícia i Fiscal General d'aquest mateix país.
Va ser catedràtic de la Facultat de Dret de la Universitat de Ljubljana, i assessor legal del Parlament d'Eslovènia.
Després de la dimissió al maig de 2014 de l'anterior Govern Eslovè, liderat per Alenka Bratušek, va crear un nou partit polític (exactament el 2 de juny), i va anunciar que es presentava com a candidat per convertir-se en el nou Primer Ministre d'Eslovènia. El nou partit es diu Stranka Mira Cerarja (SMC).
Cerar va advocar en la seva campanya electoral per "retornar la moral a la política", i anar en contra rotundament de la corrupció política. Però com ell mateix ja ha avançat "el nostre partit té com a objectiu que Eslovènia compleixi amb les seves obligacions amb la Unió Europea, però buscarem les nostres pròpies fórmules per aconseguir-ho de la millor manera possible per a Eslovènia", dona a pensar que no va a seguir la mateixa senda de mesures que han portat els seus antecessors al càrrec.
En les Eleccions d'Eslovènia de 2014, el SMC (Stranka Mira Cerarja - en català, Partit de Miro Cerar) va obtenir 36 dels 90 escons del Parlament d'Eslovènia, amb el 35% de l'electorat.